# اوسی (میزوری)
اوسی (به انگلیسی: Ocie) یک منطقهٔ مسکونی در ایالات متحده آمریکا است که در میزوری واقع شده‌است. اوسی ۲۲۷ متر بالاتر از سطح دریا واقع شده‌است.